# Запорізький електротехнічний фаховий коледж Національного університету «Запорізька політехніка»
Відокремлений структурний підрозділ "Запорізький електротехнічний фаховий коледж Національного університету «Запорізька політехніка»" (лат. The Separate Structural Unit Zaporizhzhia Electrotechnical Professional College of Zaporizhzhia Polytechnic National University) — навчальний заклад України I—II рівнів акредитації Придніпровського промислового регіону.
Історичний шлях розвитку розпочинається з 1935 року, як Запорізького алюмінієвого технікуму. За роки існування в коледжі отримали путівку в життя понад 30 тисяч молодих фахівців.

## Історія
Первинні документи, що підтверджують створення технікуму, знаходяться в архівах СРСР. Історія Запорізького індустріального технікуму тісно пов'язана з розвитком алюмінієвої промисловості країни. 4 квітня 1935 року наказом Управління навчальними закладами Народного комісаріату важкої промисловості СРСР, утворений 1932 року в місті Харкові хіміко-алюмінієвий технікум був переведений до Запоріжжя і перейменований на Запорізький хіміко-алюмінієвий технікум (ЗХАТ), а в подальшому на Дніпровський хіміко-алюмінієвий технікум (ДХАТ).

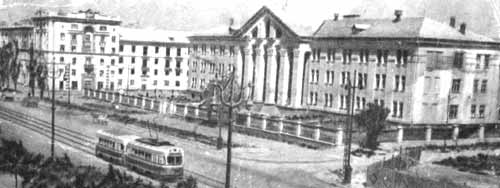

На той час в технікумі готували фахівців з таких спеціальностей:
- Електрометалургія легких металів;
- Виробництво електродів;
- Виробництво глинозему;
- Хіміки-аналітики;
- Механічне устаткування металургійних заводів.

Разом з теоретичним навчанням студенти отримували достатню практичну підготовку та депресію, працюючи на робочих місцях у майстернях технікуму та на підприємствах колишнього СРСР.
З початком Другої світової війни технікум тимчасово припинив свою діяльність. Багато його колишніх студентів, викладачів та співробітників пішли на фронт, або кували перемогу над ворогом працюючи у тилу. Їхні військові та трудові подвиги були відзначені високими урядовими нагородами.
Після визволення міста Запоріжжя від німецько-фашистських загарбників, 14 жовтня  1943 року, технікум, відповідно із наказом Народного комісаріату кольорової металургії СРСР № 298 від 22.06.1944 року був реорганізований в Запорізький алюмінієвий технікум, який відновив свою діяльність з 1 вересня 1944 року.
Наприкінці 1940-х років, через злиття Міністерств чорної і кольорової металургії СРСР в одне Міністерство металургійної промисловості СРСР наказом міністерства № 300 від 5 грудня 1948 року та наказом Управління навчальними закладами міністерства № 32-88 від 23 квітня 1949 року запорізькі алюмінієвий та металургійний технікуми також були об'єднані в один Запорізький металургійний технікум.

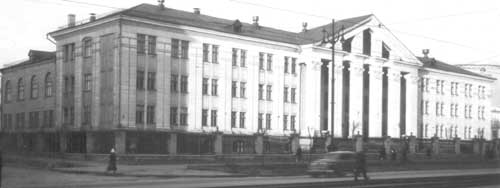

Протягом п'яти років в складі цього навчального закладу працювало відділення кольорових металів. Проте з часом стало зрозумілим, що воно не в змозі належним чином забезпечити підготовку для промисловості необхідної кількості кваліфікованих фахівців відповідного профілю.
17 квітня 1954 року наказом Міністерства чорної металургії УРСР № 17 із Запорізького металургійного технікуму було знову виділено Запорізький алюмінієвий технікум.
На той час був побудований навчальний комплекс Запорізького алюмінієвого технікуму, що складався з одного навчального корпусу, гуртожитку і будинку викладацького складу. З 6 вересня 1954 року в технікумі розпочалися навчальні заняття.
Випускники технікуму були піонерами в розвитку алюмінієвої промисловості. Вони зробили великий внесок в освоєння нових технологічних процесів у виробництві алюмінію, магнію і вугільних електродів.
На початку 1960-х років в житті технікуму знову відбулися суттєві зміни. Так, з 15 січня 1962 року постановою Запорізької ради народного господарства № 304 від 30 грудня 1961 року Запорізький алюмінієвий технікум був реорганізований в Запорізький індустріальний технікум.
Станом на 1 вересня 1969 року в технікумі налічувалося 17 спеціальностей, що пояснювалося зміною профілю технікуму з металургійного на електротехнічний. На вечірньому і заочному відділеннях були такі ж спеціальності, як і на денному.

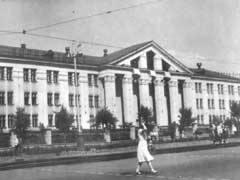

У грудні 1972 року був побудований лабораторний корпус, в якому крім спеціальних лабораторій відкритий сучасний спортивний комплекс. Одночасно були реконструйовані лабораторії та кабінети в головному навчальному корпусі.
Разом з модернізацією навчально-матеріальної бази технікуму, викладачі вдосконалювали теоретичне і практичне навчання студентів. Широко застосовувалися в навчальному процесі технічні засоби навчання, заняття на заводах. Значно покращала практика студентів у навчально-виробничих майстернях (НВМ) і на заводах. Випуск товарної продукції в НВМ зріс. Багато дипломних проєктів були реалізовані та впроваджувалися на заводах і в технікумі (проєктування і монтаж лабораторій).
Більшість випускників технікуму закінчили заклади вищої освіти. Багато хто з них очолював заводи, трести, цехи, стали вченими, висококваліфікованими майстрами виробництва.
Випускники технікуму ставали лауреатами Державної премії, нагороджувалися вищими нагородами держави, захищали кандидатські дисертації, тощо.
Кардинальні зміни в житті держави наприкінці 1980 — початку 1990-х років, процеси перебудови, вимагали нових підходів до справи організації підготовки кваліфікованих фахівців різних сфер народного господарства. Відповідно, Запорізький індустріальний технікум з 1990/1991 навчального року наказом від 17 травня 1990 року № 221/337 Мінелектротехприбору СРСР Державного комітету СРСР з народної освіти м. Москви був реорганізований в Запорізький електротехнічний технікум-коледж.
Курс на європейські стандарти в усіх сферах життя, у тому числі і в освітній справі, що став наслідком здобуття Україною державної незалежності, поставив на порядок денний питання про створення навчальних комплексів, в яких би забезпечувалася поступовість та наступність у підготовці фахівців різних ступенів кваліфікації. Наказом Міністерства освіти і науки України від 22 квітня 2004 року № 328 та наказом ЗНТУ від 29 квітня 2005 року № 123 Запорізький електротехнічний технікум-коледж реорганізований в Запорізький електротехнічний коледж Запорізького національного технічного університету.

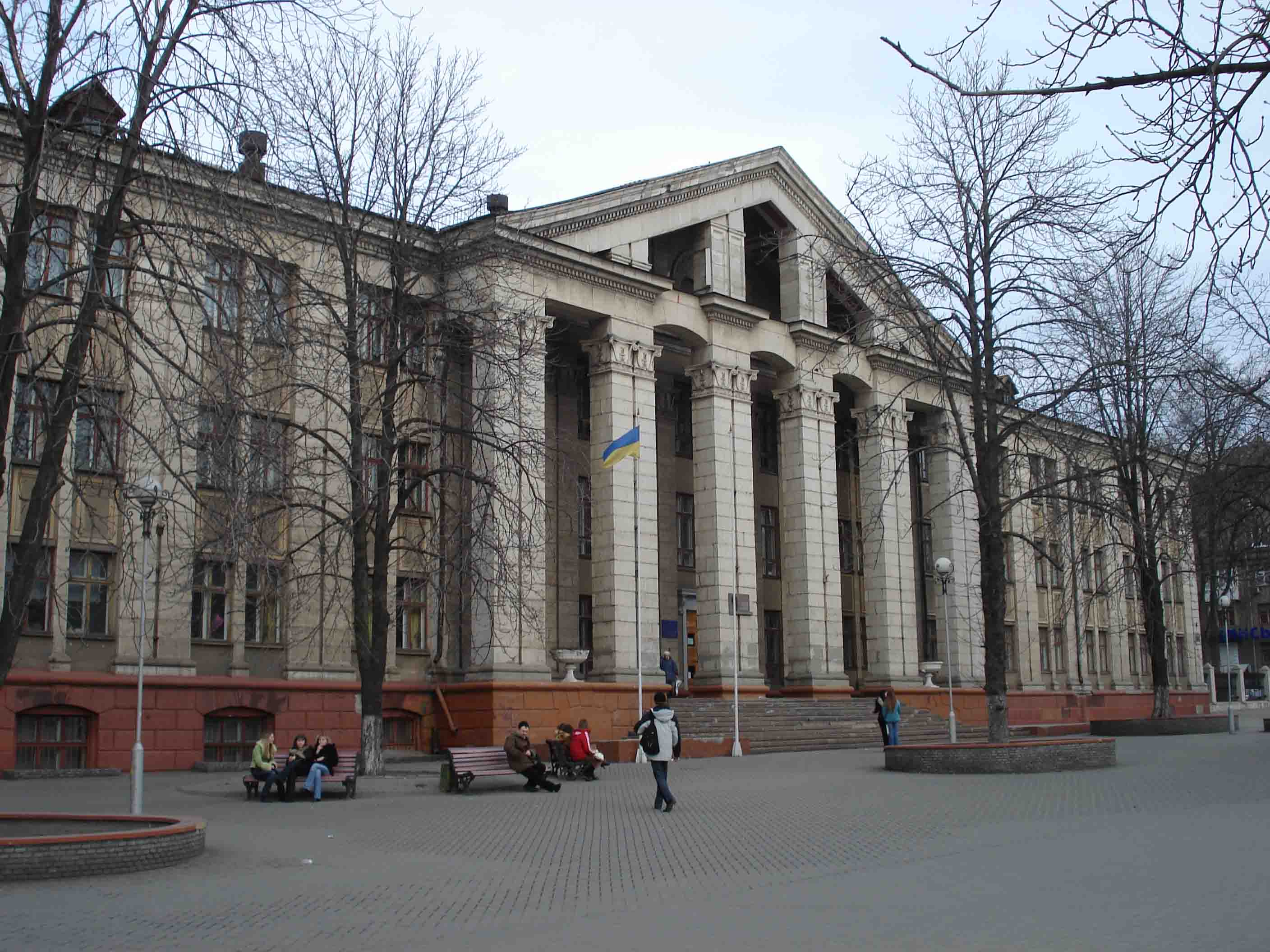

З початку 1990-х років коледж вважається вищим навчальним закладом 1-го рівня акредитації і готує фахівців освітньо-кваліфікаційного рівня «бакалавр» за такими спеціальностями:
- «Виробництво електричних машин і апаратів»;
- «Монтаж і експлуатація електроустаткування підприємств і цивільних споруд»;
- «Технологія обробки матеріалів на верстатах і автоматичних лініях»;
- «Конструювання, виготовлення та технічне обслуговування виробів електронної техніки»;
- «Економіка підприємства»;
- «Розробка програмного забезпечення»;
- «Дизайн».

## Спеціальності
Відокремлений структурний підрозділ «Запорізький електротехнічний фаховий коледж НУ «Запорізька політехніка» — ліцензований, атестований і акредитований навчальний заклад, готує фахівців за сімома спеціалізаціями:
1. Інтелектуальні технології мікросистемної радіоелектронної техніки.
2. Комп'ютерні технології у машинобудуванні.
3. Електроустаткування підприємств та цивільних споруд.
4. Економіка підприємства.
5. Розробка програмного забезпечення.
6. Електричні машини, електричні та електронні апарати.
7. Графічний дизайн

ВСП «Запорізький електротехнічний фаховий коледж Національного університету «Запорізька політехніка» гарантує високий рівень знань. Навчальний заклад має добру матеріально-технічну базу: лабораторії і кабінети оснащені необхідним устаткуванням та комп'ютерною технікою, які дозволяють проводити теоретичне і практичне навчання на сучасному рівні відповідно до вимог кваліфікаційних характеристик молодших спеціалістів за фахом. Заняття проводяться за новітніми навчальними технологіями.
ВСП «Запорізький електротехнічний фаховий коледж НУ «Запорізька політехніка» готує фахівців за денною та заочною формами навчання за держзамовленням і на контрактній основі. За бажанням студенти мають можливість здобути додаткові знання і вміння в центрі курсової перепідготовки та підвищення кваліфікації з комп'ютерних технологій, економіки, бухгалтерського обліку.
Після закінчення коледжу випускники мають змогу застосовувати свої знання і вміння на провідних підприємствах різних форм власності та підвищити свій освітній рівень з обраної спеціальності за скороченим терміном навчання у вищих навчальних закладах ІІІ—IV рівнів акредитації за інтегрованими навчальними планами.
У коледжі постійно діють підготовчі курси для надання знань з української мови, математики, основ інформатики та обчислювальної техніки, а також з рисунку, живопису і композиції.